# Traité d'Eulsa

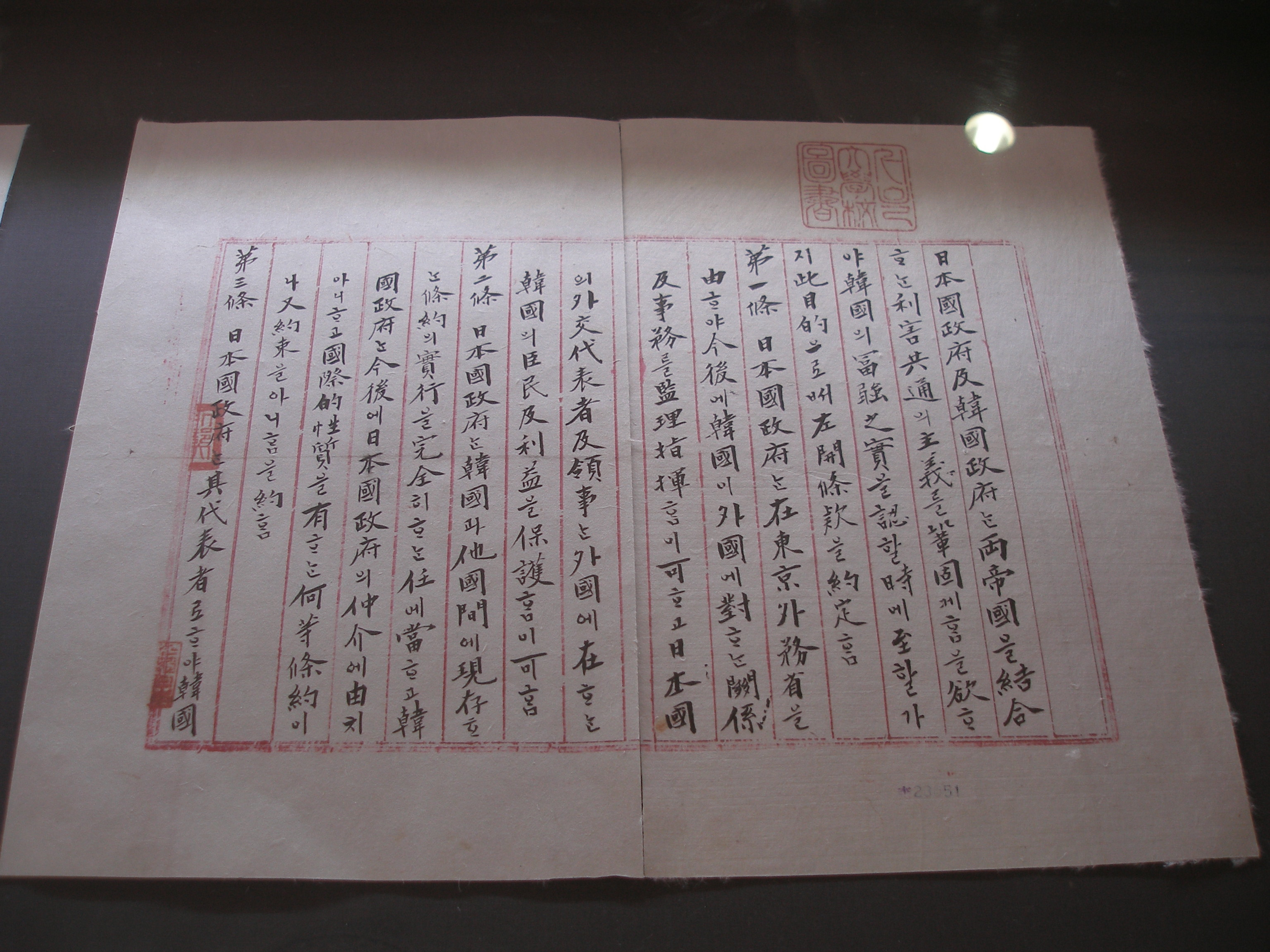
Le traité en exposition.

Le traité d'Eulsa (coréen : 을사늑약 ; hanja : 乙巳條約 ; romanisation révisée : eulsa neugyag, littéralement : le traité du 6e rameau et 2e tronc céleste, soit l'année du serpent de bois), signé le 17 novembre 1905 entre l'empire du Japon et l'empire de Corée, établit le protectorat du Japon sur la Corée. 
Ce traité est rendu possible grâce  à l'obtention de la signature de cinq ministres coréens, surnommés de nos jours les « Cinq traîtres d'Eulsa »: Yi Wan-Yong, ministre de l'éducation, Yi Geun-taek (이근택) ministre de l'armée, Yi Ji-yong (이지용) ministre de l'intérieur, Pak Je-sun (박제순) ministre des affaires étrangères et Gwon Jung-hyeon (권중현) ministre de l'agriculture, du commerce et de l'industrie. Il fait partie des traités inégaux, dont les premiers sont imposés par les puissances colonisatrices occidentales aux pays d'Extrême-Orient, dont le Japon de l'ère Edo. Lors de l'ère Meiji qui suit, le Japon s'ajoute à la liste des puissances étrangères poussant militairement à des traités inégaux.
Le traité d'Eulsa fait suite au Traité Japon-Corée d'août 1904 (en) et est suivi du traité d'annexion de la Corée de 1907 et du traité d'annexion de la Corée de 1910, dans le processus mis en place par le Japon d'assujetissement et de colonisation du pays. Ce processus permet au Japon de priver par la force la Corée de ses droits diplomatiques et de sa souveraineté nationale de 1905 à 1945. 
Ces traités sont annulés par la signature du traité nippo-sud-coréen du 22 juin 1965.

## L'opposition au traité

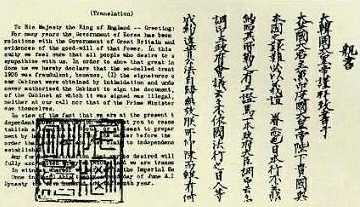
La rétractation officielle du Traité d'Eulsa par l'empereur Gojong

Cependant d'autres ministres (le Premier ministre Han Gyu-seol (한규설), le ministre de la justice Yi Ha-yeong (이하영) et le ministre des finances Min Yeong-gi (민영기)) ainsi que l'empereur de Corée Kojong refusèrent de signer ce traité, ce qui n'empêcha pas le traité de prendre effet immédiatement.
L'empereur fit envoyer des lettres personnelles aux grandes nations de l'époque (notamment la France, la Russie, l'Allemagne, l'Italie, la Chine, l'Autriche-Hongrie et le Royaume-Uni) pour demander leur soutien contre la signature de ce traité qu'il considérait comme illégal.
Il fit envoyer trois émissaires secrets à la seconde conférence de La Haye en 1907 pour protester contre ce traité injuste, mais les puissantes nations refusèrent que la Corée prenne part à cette conférence.
Jo Byeong-se et Min Yeong-hwan, deux hauts officiels coréens protestèrent activement contre ce traité et se donnèrent la mort en signe de résistance. Des Yangban et des roturiers rejoignirent l'armée vertueuse contre le traité d'Eulsa (Eulsa Euibyeong, 을사의병). Ce traité fut maintenu jusqu'à la défaite du Japon lors de la Seconde Guerre mondiale malgré toutes ces protestations.
En Corée, ce traité est connu sous plusieurs autres noms : (coréen : 제2차 한일 협약 (第二次韓日協約)) ; (coréen : 한일협상조약 (韓日協商條約)) ; (coréen : 을사협약 (乙巳協約)) ; (coréen : 을사5조약 (乙巳五條約)) ; (coréen : 을사늑약 (乙巳勒約)).
Au Japon, ce traité est connu sous plusieurs noms : Deuxième convention coréano-japonaise (第二次日韓協約, Dai-niji Nitcho Kyōyaku), traité de protection du 6e rameau et 2e tronc céleste (乙巳保護条約, Isshi Hogo Jōyaku) et Traité de protection de la Corée (韓国保護条約, Chosen Hogo Jōyaku).